# Dia Nacional da Educação Ambiental
O Dia Nacional da Educação Ambiental é celebrado no Brasil no dia 3 de junho de cada ano. A data foi instituída em 14 de maio de 2012, através da Lei Lei Nº 12.633 sancionada pela então Presidente da República, Dilma Rousseff.
O dia 14 de maio de 2012, data da promulgação da lei, foi escolhido por marcar os 20 anos da primeira Conferência das Nações Unidas sobre Meio Ambiente e Desenvolvimento, realizada no Rio de Janeiro no ano de 1992, a Eco-92.
O termo "educação ambiental" surgiu em 1965 por conta da Conferência de Educação da Universidade de Keele, na Grã-Bretanha. O termo foi cunhado a partir das preocupações de muitos grupos pelo mundo sobre os caminhos que a humanidade traçava no seu relacionamento com o meio ambiente, diante de muitas catástrofes que estavam ocorrendo.
Na década de 1970, ocorreram algumas conferências importantes pelo mundo que trouxeram as bases para se pensar como que deveria ser a chamada educação ambiental. A principal conferência foi a realizada na Suécia, em 1972, que ficou conhecida como Conferência de Estocolmo. A partir dessa conferência, houve uma alteração na forma de se pensar a relação da sociedade com o meio ambiente. Se nos anos anteriores havia uma tendência em relacionar a natureza como algo abstrato a ser protegido de um modo desconectado de seu contexto histórico, após a Conferência de Estocolmo, passou-se a refletir a partir de uma visão globalizante entre as relações do meio ambiente e da sociedade.